# キャセイ・ウィリアムス
キャセイ・ウィリアムス （Chathay Williams 1844年9月 - 1893年?）は、ウィリアム・キャセイの名で南北戦争に従軍した女性兵士である。黒人女性として初めて、また記録に残る限りでは唯一の男性に扮してアメリカ陸軍に入隊した人物である。

## 生い立ち
ウィリアムスはミズーリ州インデペンデンスに生まれた。父親は自由の身であったが母親は奴隷だったので、娘の法的地位も奴隷であった。青年期には、ミズーリ州ジェファーソンシティの郊外にあるプランテーションで、奴隷として屋内作業に従事した。1861年に南北戦争が勃発すると、ジェファーソンシティはいち早く北軍の占領を受けた。当時の北軍は占領地域の奴隷を半ば公然と「密輸品」と位置づけており、その多くを強制的にコック、洗濯婦、看護婦などの形で軍人の身の回りの仕事をさせていた。17歳の時にウィリアムスはウィリアム・プラマー・ベントン大佐が率いるインディアナ第8志願歩兵連隊に連れていかれた。

## 南北戦争
その後の数年間、ウィリアムスはこの連隊とともに、アーカンソー州、ルイジアナ州、ジョージア州を転戦する兵士に帯同し、ピーリッジの戦いやレッド川方面作戦にも居合わせることになった。そしてある時にリトルロックに移されるが、彼女はここで軍服を着て従軍する黒人男性たちと出会い、そしておそらくは自身も兵役につくことに関心を覚えた。後にウィリアムスはワシントンD.C.に回され、フィリップ・シェリダン将軍の指揮下に入った。戦後はジェファーソン兵舎に務めている。

## アメリカ陸軍
女性が兵役につくことは禁じられていたにもかかわらず、キャセイウィリアムスは「ウィリアム・キャセイ」の偽名を使って、1866年11月15日にセントルイスでアメリカの正規陸軍に入隊している。それから3年の間、彼女は自分を男として通した。おざなりの健康診断をパスして、第38歩兵連隊に配属される。彼女の秘密を知っているのは、同じ連帯に従軍していたいとこと友人の2人だけだった。
入隊直後に彼女は天然痘にかかったため、病院加療を受けてから、ニューメキシコ州に駐留する部隊に復帰した。天然痘の影響か現地の暑さなのか、あるいは長年の行軍で疲れが蓄積したためか、彼女の体は悲鳴を上げ始めていた。入院がちになり、最後には部隊についていた医師に女性であることを気づかれ、その事実は上官も知るところとなった。1868年10月14日、指揮官であるチャールズ・E・クラーク大尉の命令により彼女は除隊となった。

## 除隊後
キャセイ・ウィリアムスはコックの仕事についてニューメキシコ州フォートユニオンに行き、後にコロラド州プエブロに移っている。彼女には夫ができたが、その夫に金と馬を盗まれて結婚生活は悲惨な結末を迎えた。このとき彼女は逃げる夫を取り押さえている。その後コロラド州トリニダードに移り住み、針子として生計を立てたほか、下宿屋も営んでいたようである。この頃に始めて彼女の経歴が公に知られるようになった。セントルイスの新聞記者が陸軍に入隊していた黒人女性の噂を聞きつけ、彼女のもとに取材に来ている。この時の記事は1876年1月2日付のセントルイス・デイリー・タイムズに掲載され、その生い立ちや従軍経験が紹介された。

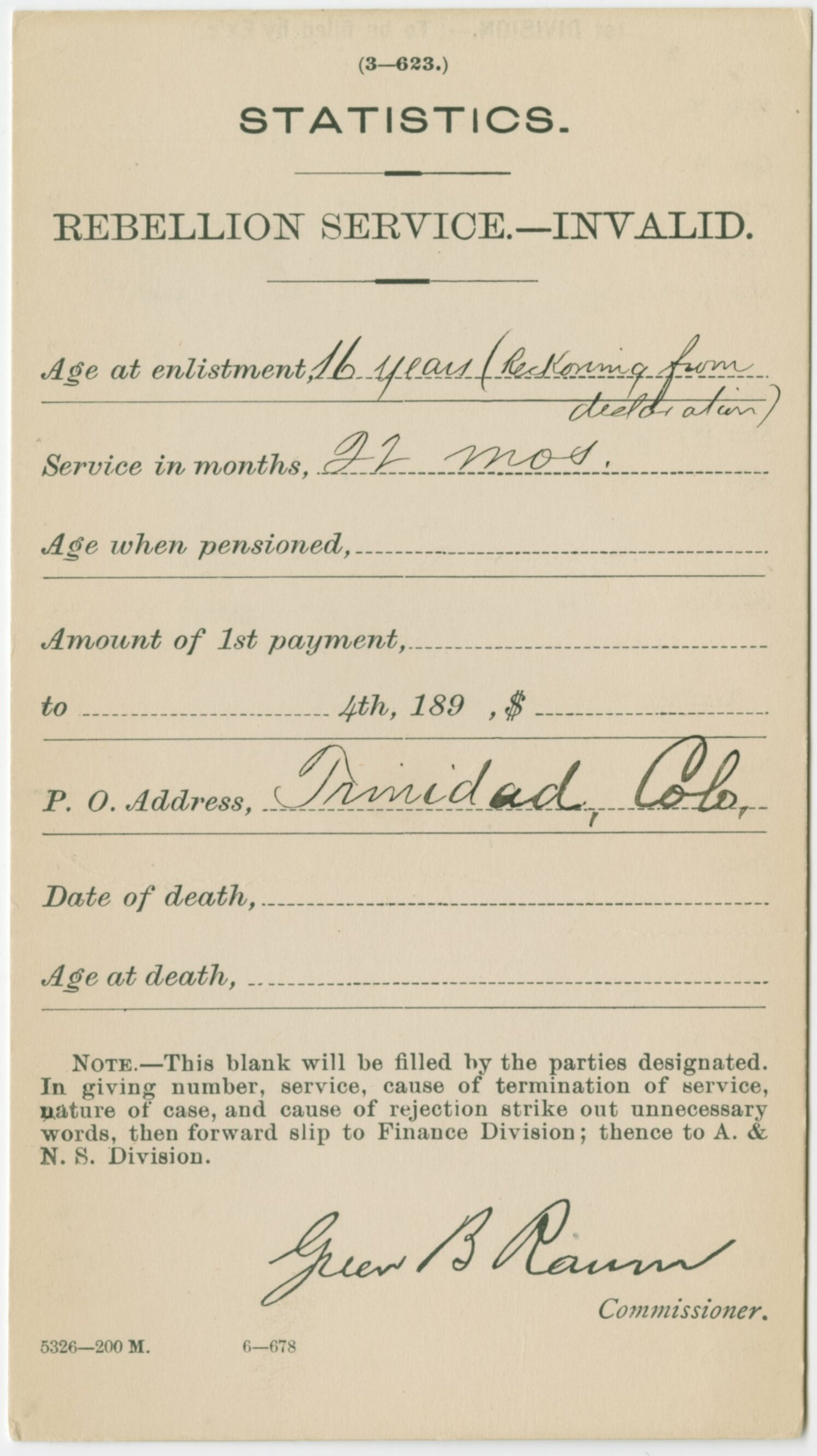
キャセイ・ウィリアムスのアメリカ陸軍年金の書類

1889年後半から1890年始めまでキャセイ・ウィリアムスは地元の病院に入院している。1891年6月には兵役を加味した障害者年金を申請している。彼女の病気や障害がどのようなものであったのかはわかっていないが、女性兵士に年金が給付された例の1つであることに違いはない。アンナ・マリア・レーン、メアリー・ヘイズ・マコーレー（モリー・ピッチャーの名で知られている）などもアメリカ独立戦争のときの貢献により年金が支給されている。

## 健康の衰えと死去
1893年9月、アメリカ年金局に委託された医師がキャセイ・ウィリアムスを診察している。当時の彼女は神経痛と糖尿を患い、足の指をすべて切断していたため松葉杖を使わないと歩けなかったにもかかわらず、この医者は彼女が障害者給付を受ける資格なしと判断し、彼女の申請ははねつけられた。
ウィリアムスの正確な没年は不明であるが、年金が打ち切られた直後、おそらく1893年のいつかである。彼女の墓は木でつくられた簡素なもので、朽ちてから久しい。そのため彼女が最後にどこを安住の場所としたかも今ではわからなくなっている。

## 顕彰
2016年、カンザス州レブンワースのリチャード・アレン文化センターで、小さなバラ園の中央に彼女の来歴を記した台座とブロンズの半身像が設置された。
2018年には二等兵キャセイ・ウィリアムスを記念したベンチが、国立歩兵博物館のウォーク・オブ・オナーに設置された。